# ريموندو إسكاميلا
رايموندو إسكاميلا غونزاليس (من مواليد 29 أبريل 1964) هو سياسي مكسيكي ينتمي لحزب الثورة الديمقراطية، شغل منصب نائب المجلس التشريعي للكونجرس المكسيكي الذي يمثل ولاية المكسيك في عام 2009.